# Parwiz Dawudi

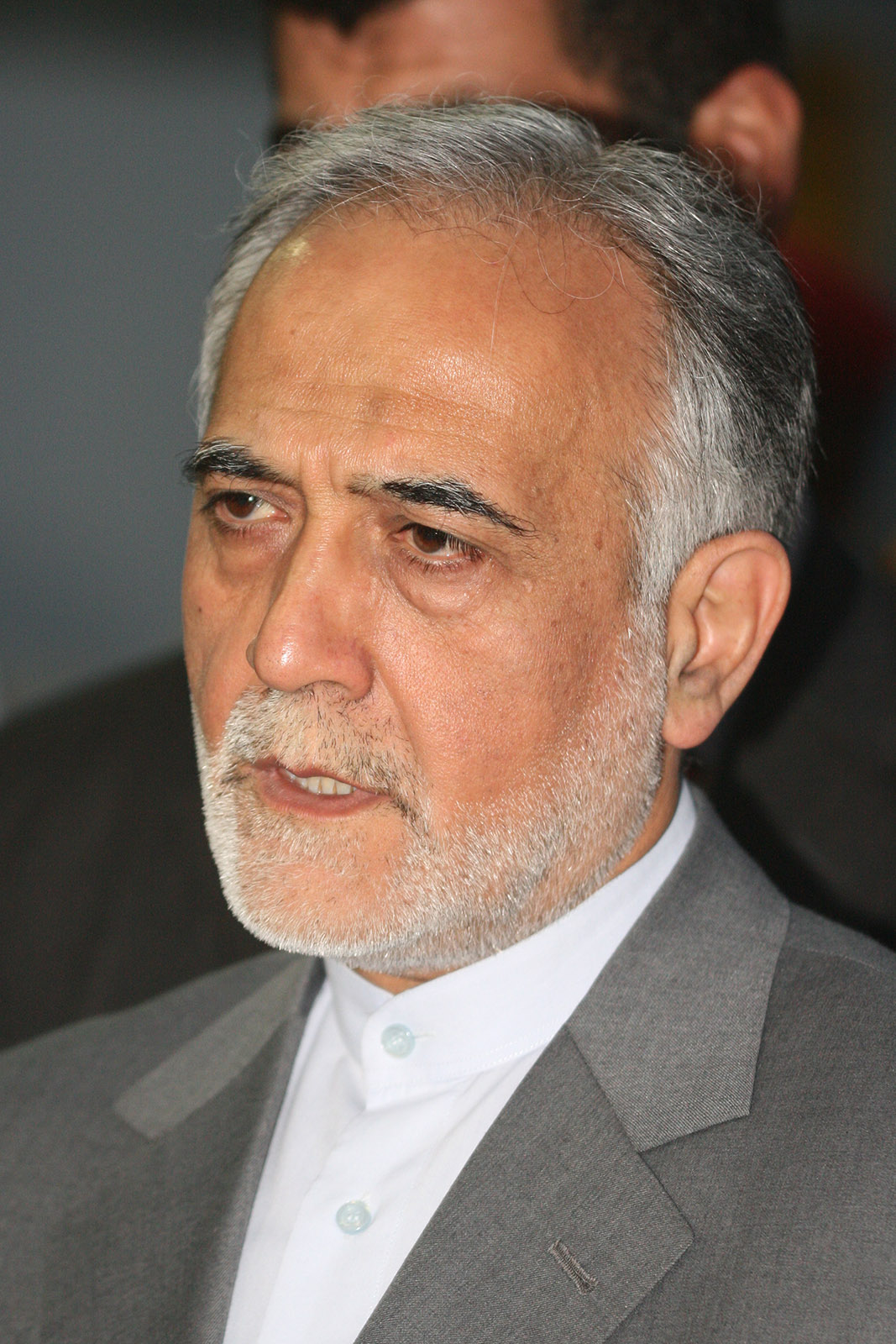
Parwiz Dawudi (2009)

Parwiz Dawudi (auch Parviz Davoodi, * 1952 in Teheran; † 18. April 2024) war ein iranischer Politiker und vom 1. September 2005 bis zum 17. Juli 2009 Erster Vize-Präsident des Iran.
Dawudi studierte Wirtschaftswissenschaft an der Iowa State University, seine Dissertation aus dem Jahre 1981 lautet: Money supply determination and a lagged reserve accounting system.
Nach der Iranischen Revolution kehrte er in den Iran zurück und übernahm eine Professur an der Schahid-Beheschti-Universität in Teheran. Bereits unter der Regierung von Akbar Hāschemi Rafsandschāni hatte er eine beratende Tätigkeit im Wirtschaftsministerium, später war er Ratgeber des Justizministers Mahmud Haschemi Schahrudi, bis er in das Kabinett von Mahmud Ahmadinedschad berufen wurde. Dawudi wurde am 27. Februar 2007 von Revolutionsführer Seyyed Ali Chamene'i in den Schlichtungsrat berufen.
Obwohl bekannt war, dass der iranische Präsident Mahmud Ahmadinedschad konservative Ideale vertritt, lehrte Davoodi an der Shahid-Beheshti-Universität liberale Wirtschaftsperspektiven. Es wird angenommen, dass seine wirtschaftlichen Ideen stark von der modernen Wirtschaftstheorie beeinflusst waren; er war für freie Märkte und offene Volkswirtschaften. Er bezeichnete Präsident Ahmadinedschad oft als den „kleinen Anführer der Welt gegen die Korruption im Westen“. Davoodi wurde 2009 vom iranischen Präsidenten Ahmadinedschad zum Direktor des Presidential Center for Strategic Studies ernannt.